# Đánh bom bằng động vật
Đánh bom bằng động vật là việc sử dụng động vật làm hệ thống vận chuyển chất nổ. Chất nổ được buộc vào động vật thồ có thể là ngựa, la hoặc là lừa. Con vật vận chuyển có thể được kích nổ trong một đám đông.
Các dự án dơi đánh bom, chó đánh bom, bồ câu đánh bom cũng từng được tìm hiểu.

## Sự kiện vụ việc

### Afghanistan
Năm 2009, quân Taliban buộc thiết bị nổ tự chế (IED) vào một con lừa và thả con lừa tự do một đoạn ngắn ngoài doanh trại của Lực lượng Vũ trang Anh ở tỉnh Helmand.
Tháng 4 năm 2013, tại Kabul, một quả bom gắn trên một con lừa đã phát nổ trước một đồn công an, giết chết một cảnh sát và làm bị thương 3 thường dân. Một phát ngôn viên của chính phủ tuyên bố rằng, quân nổi dậy đang thách thức thẩm quyền của chính phủ Afghanistan trước khi quân đội Hoa Kỳ rút quân vào năm 2014.

### I-rắc
Ngày 21 tháng 11 năm 2003, tám quả hoả tiễn đã được bắn ra từ những chiếc xe đẩy lừa tại Bộ Năng lượng Dầu mỏ Iraq và hai khách sạn ở trung tâm Baghdad, làm một người bị thương và gây ra một số tàn phá. Năm 2004, một con lừa ở Ramadi đã được chất đầy thuốc nổ và kích phá về phía một trạm kiểm soát do Hoa Kỳ vận hành. Nó đã phát nổ trước khi có thể làm bị thương hoặc giết chết bất kỳ một ai. Sự việc này, cùng với một số sự cố tương tự liên quan đến chó, đã làm dấy lên nỗi sợ hãi hoang mang về các phương thức khủng bố thực hành sử dụng động vật sống làm vũ khí, một sự thay đổi so với cách làm lỗi thời hơn sử dụng xác động vật chết để nhét thuốc nổ. Việc sử dụng các thiết bị nổ tự chế giấu trong xác động vật cũng là một cách làm phổ biến trong cuộc kháng chiến Iraq.

### Li-băng
Malia Sufangi, một thiếu nữ trẻ người Li-băng, bị bắt tại Vùng An ninh vào tháng 11 năm 1985 cùng với một thiết bị nổ gắn trên một con lừa mà cô đã thất bại khi cố gắng thực hiện một cuộc tấn công. Cô khai rằng đã được tuyển dụng và điều phái bởi Chuẩn tướng Syria Ghazi Kanaan, người cung cấp chất nổ cùng những chỉ dẫn cách thực hiện cuộc tấn công từ trụ sở của ông tại thị trấn Anjer ở thung lũng Bekaa.

### Hoa Kỳ
Năm 1862, trong chiến dịch New Mexico của nội chiến Hoa Kỳ, một lực lượng thuộc phe liên minh miền nam Confederate đã tiếp cận pháo đài Valverde, cách pháo đài Craig sáu dặm về phía bắc, với hy vọng cắt đứt đường dây liên lạc của phe liên minh miền bắc Union giữa pháo đài và trụ sở của họ ở Santa Fe. Khoảng nửa đêm, đại úy phe Union James Craydon đã cố gắng cho nổ tung một số đồn bốt của quân nổi dậy bằng cách gửi những con la chất đầy các thùng thuốc súng hợp nhất thẳng vào phòng tuyến của quân Confederate, nhưng những con la quân đội già nua trung thành này nhất quyết đi ngược trở lại trại của quân Union trước khi nổ tung thành từng mảnh. Mặc dù thương vong duy nhất chỉ là hai con la, nhưng các vụ nổ đã đẩy đàn bò và ngựa của quân Confederate vào phòng tuyến của quân Union, tước đi một số quân nhu và ngựa thiết yếu của quân Confederate.
Trong vụ đánh bom Wall Street năm 1920, một sự cố được cho là liên quan đến các vụ đánh bom của những người theo chủ nghĩa vô chính phủ Hoa Kỳ năm 1919, những người theo chủ nghĩa vô chính phủ đã sử dụng một quả bom chất lên xe kéo ngựa.

### Vùng West Bank và dải Gaza
- Ngày 25 tháng 6 năm 1995 - Khoảng 11 giờ sáng, một người Palestine đã cưỡi một chiếc xe đẩy lừa mang bom đến một căn cứ quân đội Israel về phía tây Khan Yunis trong dải Gaza và kích nổ nó. Cả người Palestine và con lừa đều thiệt mạng, nhưng không có binh sĩ nào bị thương. Hamas đã tuyên bố đảm nhận trách nhiệm cho vụ tấn công. Có ba binh sĩ được điều trị vì bị chấn động nhẹ.[9]
- Ngày 17 tháng 6 năm 2001 - Một người Palestine cưỡi một chiếc xe đẩy lừa chứa bom, tiến tới một vị trí Israel ở phía nam dải Gaza và kích nổ một vụ nổ nhỏ. Binh sĩ Israel đã phá hủy chiếc xe đẩy, và không có binh sĩ nào bị thương. Người đàn ông Palestine đã bị các binh sĩ bắt giữ.[10]
- Ngày 26 tháng 1 năm 2003 - Các chiến binh Palestine đã buộc một quả bom vào một con lừa rồi sau đó kích nổ nó từ xa trên tuyến đường giữa Jerusalem và Gush Etzion. Không có ai bị thương trong vụ tấn công. Giám đốc của tổ chức PETA, Ingrid Newkirk, đã viết thư cho Chủ tịch PLO Yasser Arafat yêu cầu ông này đặt động vật ngoài vòng xung đột. PETA đã bị chỉ trích vì không phản đối việc giết người trong ngữ cảnh này.[11][12]
- Ngày 8 tháng 6 năm 2009 - Các tay súng Palestine tiếp cận điểm kiểm soát Karni nằm giữa dải Gaza và Israel bằng một số các xe tải cùng ít nhất năm con ngựa, thồ theo các thiết bị nổ và mìn. Những tay súng đã bắn vào binh sĩ IDF quan sát họ, theo đó có ít nhất bốn tay súng thiệt mạng trong vụ đụng độ sau đó. Một tổ chức trước đây chưa rõ danh tính gọi là "đội quân ủng hộ Allah" (Jund Ansar Allah) đã tuyên bố đảm nhận trách nhiệm cho vụ tấn công thất bại. IDF ước tính rằng những tay súng đã có kế hoạch bắt cóc một binh sĩ Israel.[13][14]
- Ngày 25 tháng 5 năm 2010 - Một nhóm chiến binh được phía Syria hậu thuẫn tại dải Gaza đã cho phát nổ một chiếc xe đẩy lừa chất thuốc nổ gần biên giới Israel. Theo người phát ngôn của nhóm, hơn 200 kilogram thuốc dynamite đã được xếp trên xe đẩy được kéo bởi con vật. Thiết bị đã được kích nổ vài chục mét cách hàng rào biên giới với Israel. Con vật đã chết trong vụ nổ nhưng không có thương vong về người hoặc thiệt hại được báo cáo.[15][16]
- Ngày 19 tháng 7 năm 2014 - Các chiến binh Hamas đã cố gắng tấn công binh sĩ Israel ở Gaza bằng một con lừa mang bom. Lực lượng IDF hoạt động trong khu vực Rafah gần biên giới giữa Gaza và Ai Cập đã phát hiện ra con lừa tiến tới vị trí của họ một cách khả nghi và buộc phải nhả súng vào nó, làm cho chất nổ phát nổ.[17]

## Quân sự
Trong Thế chiến Thứ hai, Hoa Kỳ đã điều tra về việc sử dụng "bom dơi", hay dơi mang bom cháy cỡ nhỏ. Trong cùng cuộc chiến này, dự án Pigeon (sau này là dự án Orcon, hoặc "điều khiển hữu cơ") là một nỗ lực của nhà hành vi học người Mỹ B. F. Skinner nhằm phát triển tên lửa dẫn đường bằng chim bồ câu. Dự án hầu như không được tài trợ và bị hủy bỏ ngày 8 tháng 10 năm 1944. Họ cũng đã sử dụng bom cháy vận chuyển bằng dơi nhưng phần lớn đều không hiệu quả. Cùng thời gian này, Liên Xô cũng phát triển "chó chống tăng" nhằm kháng đỡ lại xe tăng Đức. Dự án chó chống tăng hầu hết đều bị thất bại, bởi những con chó này thường xuyên bị hoảng sợ bởi tiếng ồn và tiếng súng, cộng thêm việc chúng hay chạy xuống gầm xe tăng Nga do những con chó này được huấn luyện bằng xe tăng diesel, trái ngược với các dòng xe Đức chạy bằng xăng. Quân đội Đế quốc Nhật Bản cũng từng sử dụng chó và các loài động vật khác đeo bom để xông vào phòng tuyến Hoa Kỳ trong trận Iwo Jima và Okinawa. Gần đây hơn, Iran có mua một số lượng cá heo, một vài trong số đó là cá heo quân sự Xô Viết trước đây, cùng với các loài động vật biển có vú và chim biển khác, trong một động thái mà một số bên cho rằng là nỗ lực của Iran nhằm phát triển cá heo kamikaze, với mục đích tìm kiếm và tiêu diệt tàu ngầm và tàu chiến kẻ thù. Tuy nhiên, các con vật này hiện được trưng bày tại Công viên cá heo Kish, trực thuộc đảo resort Kish của Iran ở Vịnh Ba Tư. Trong Chiến tranh Lạnh, hải quân Liên Xô đã huấn luyện cá heo để mang chất nổ dưới nước và đèn hiệu cho tàu và tàu ngầm tại Object 825 GTS ở Balaklava, Crimea.